# Ambalaj din carton ondulat
Ambalajele din carton ondulat sunt produse finite obținute prin procesarea cartonului ondulat. Acesta poate fi în 3, 5 sau 7 straturi, în funcție de greutatea produsului de ambalat și de gradul de protecție necesar. Ambalajele, în majoritate accesorii de prezentare, displayere, cutii și lădițe de diferite tipuri și dimensiuni.

## Clasificarea FEFCO
Pentru a standardiza—pe plan internațional—comenzile, execuțiile și livrările s-a adoptat o codificare specifică industriei cartonului, clasificare realizată de către Federația Europeană a Producătorilor de Cutii de Carton Ondulat (FEFCO), înființată în anul 1952, cu sediul la Bruxelles și supusă legislației belgiene.

### Tipurile de confecții FEFCO
1.Role și plăci de carton ondulat.
2.Cutiile pliante sunt formate dintr-o bucată cu o articulație lipită, capsată sau lipită cu bandă, care are ambele capete sub formă de clape. Aceste cutii sunt transportate pliate, gata de folosire și necesită închiderea clapelor.
3.Cutiile telescopice sunt formate din una sau mai multe bucăți și sunt prevăzute cu un capac ce se pune pe corpul cutiei.
4.Cutiile tip dosar sunt formate de obicei dintr-o singură bucată de carton. Fundul cutiei este îndoit pentru a forma pereții și capacul. Cutiile pot fi aranjate și fară lipire sau capsare. Dispozitive de închidere, mânere pot fi încorporate în design.
5.Cutiile glisante sunt formate din ansambluri glisante (manșoane) ce se îmbină în direcții diferite unele în altele. Acest tip include de asemenea și manșoanele glisante.
6.Cutiile rigide sunt formate de obicei din două bucăți separate și un corp ce necesită capsare sau o operație similară înainte de a fi folosite.
7.Cutiile gata lipite sunt compuse dintr-o singură bucată, sunt transportate pliate și gata de a fi folosite printr-o simplă așezare.
9.Accesoriile interioare cum ar fi captușeli, divizoare, etc., fie sunt legate de designul cutiei sau sunt considerate părți separate.
Aceste tipuri de cutii și accesorii se obțin prin ștanțare orizontală, verticală (utilaj Bobst) sau rotativă, șlițuire în linie (utilaje Martin, Gandossi, Emba, Piemonte, Jumbo).

## Decorare/colorare
Pentru un aspect comercial atrăgător se practică imprimarea în 1-4 culori, procedeu ce se realizează flexografic și serigrafic. În anii ’70 a apărut un alt procedeu de finisare a cutiilor de carton. Cașerarea (ascunderea) este procedeul prin care o imagine imprimată pe un suport (de obicei din hârtie) se fixează pe un carton prin intermediul unui adeziv lichid.Ea se poate executa manual sau cu ajutorul diverselor utilaje specializate, obținându-se o imprimare în 7 culori.